# Kryštof (arcibiskup)
Jeho Blaženost vladyka Kryštof, občanským jménem Radim Pulec, (* 29. června 1953 Praha) je český pravoslavný duchovní. Od července 2000 byl arcibiskup pražský a českých zemí (stál v čele pražské pravoslavné eparchie) a od roku 2006 metropolita českých zemí a Slovenska v pravoslavné církvi v českých zemích a na Slovensku. V pátek 12. dubna 2013 rezignoval kvůli skandálu s údajným porušením celibátu a odešel do monastýru v Těšově u Chebu, kde ho dodnes navštěvují jeho stoupenci vesměs z řad českých pravoslavných věřících a ruské národnostní menšiny v Česku.
Nový metropolita byl zvolen až v lednu 2014, kdy se jím stal prešovský arcibiskup Rastislav. O legitimnosti jeho volby ovšem panovaly pochybnosti, které byly rozptýleny až v únoru 2016 na osobním setkání metropolity Rastislava s konstantinopolským ekumenickým patriarchou Bartolomějem.

## Pravoslaví
Otcem budoucího vladyky Kryštofa byl starokatolický duchovní Miloš Josef Pulec. Západní obřad Starokatolické církve připadal Radimovi chudý, a proto už od mládí navštěvoval pravoslavné bohoslužby v Uspenském chrámu na Olšanech. Zde se stýkal zejména s Rusy z první emigrační vlny, tj. z okruhu těch, kteří před sovětským režimem emigrovali do československé první republiky.

## Vzdělání a kněžské působení

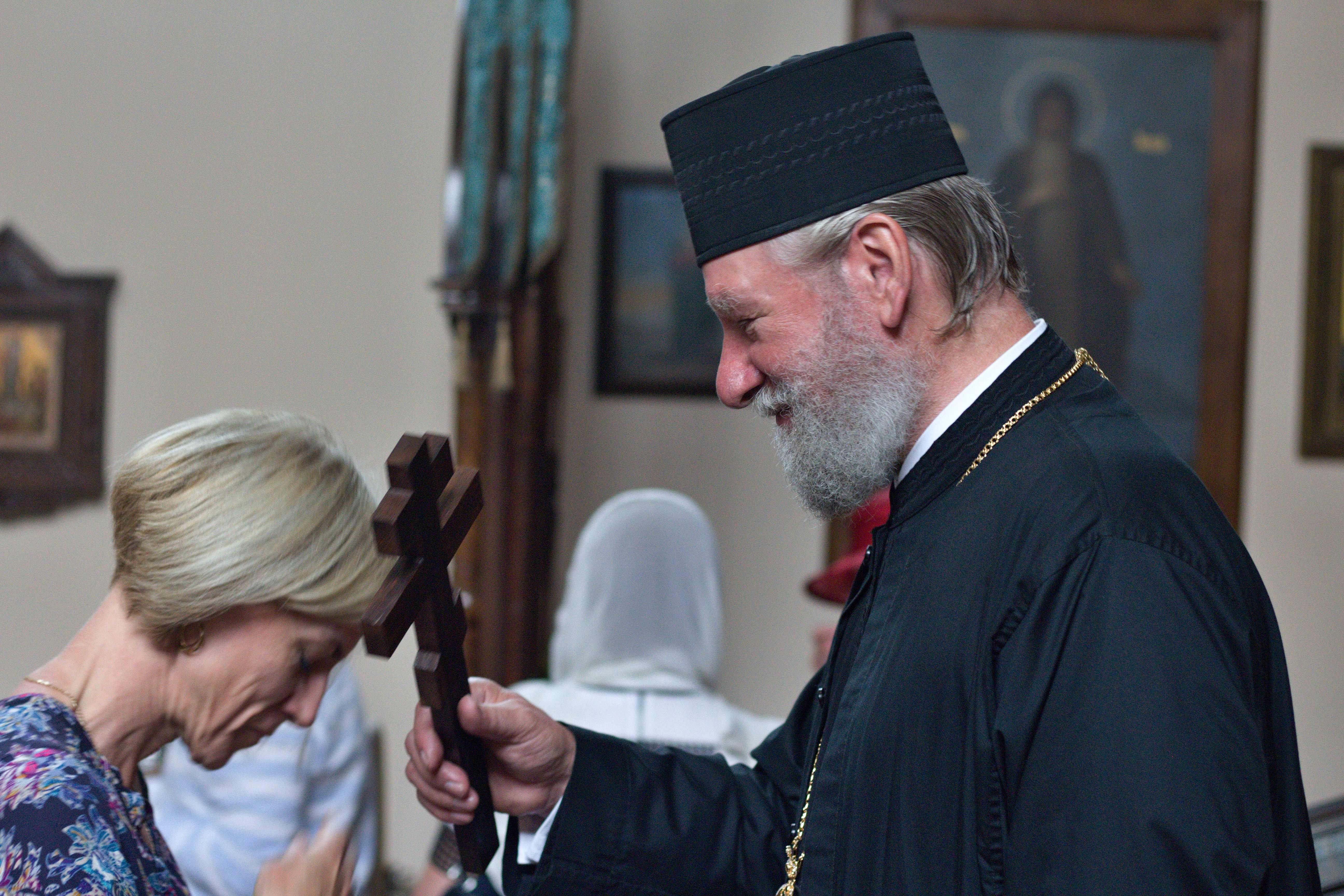
Vladyka Kryštof žehná věřícím v chrámu sv. kněžny Olgy ve Františkových Lázních, červenec 2020

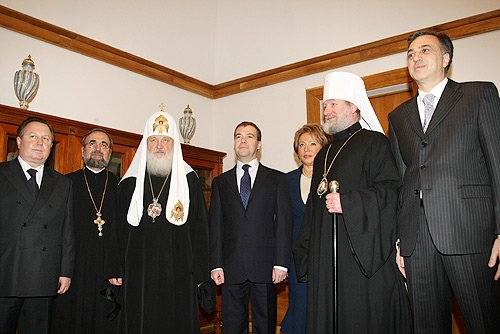
Metropolita Kryštof (druhý zprava) na setkání s laureáty ceny Mezinárodního fondu jednoty pravoslavných národů v Rusku (2009)

Absolvoval základní a střední školu a přípravný kurs i řádné studium na Husově československé bohoslovecké fakultě; souběžně v letech 1970–1973 studoval biblickou hebrejštinu v jazykové škole.
11. listopadu 1974 byl vysvěcen na diákona, 25. prosince 1974 na kněze. Jeho prvním kněžským působištěm byly Hořovičky na Rakovnicku.
Poté studoval na Pravoslavné bohoslovecké fakultě univerzity v Prešove, kterou absolvoval v roce 1979, a od roku 1980 po čtyři roky dálkově studoval na Moskevské duchovní akademii.
Od roku 1982 necelý rok působil v katedrálním chrámu sv. Cyrila a Metoděje v Praze.
V roce 1983 odcestoval na dlouhodobý studijní pobyt do Řecka. Na Filosofické fakultě Aténské univerzity studoval novořečtinu, v roce 1984 byl přijat jako aspirant na katedře všeobecných církevních dějin teologické fakulty, aspiranturu uzavřel dizertační prací, která mapuje dějiny pravoslavné církve na území Československa v 19. a 20. století. V roce 1987 se stal prvním Čechoslovákem, který získal doktorát (Ph.D.) Aténské univerzity, a to v oboru pravoslavné teologie a historie.
Během studia poznal tradici místní řecké církve. Po čtyři roky žil v klášteře Zoodochopigi a 7. září 1985 byl v Trojicko-sergejevské lávře postřižen na monacha se jménem Christofor (podle ctihodného Kryštofa, Římana ze 6. století). Na svátek Paschy roku 1986 mu metropolita Dorotej udělil hodnost igumena a roku 1987 archimandrity.
Po návratu z Řecka působil opět při pražském katedrálním chrámu. Během působení v Praze vyučoval náboženství. Konal státem nepovolené dětské besídky pro až 50 dětí i nepovolené dětské tábory v Těšově.
Roku 1987 byl církví vyslán na studijní pobyt do Anglie. Studoval angličtinu na jazykové škole při univerzitě v Birminghamu, o nedělích a svátcích komunikoval s místními pravoslavnými věřícími pocházejícími z tradičně pravoslavných zemí. Navštívil též stavropigitální klášter sv. Jana Křtitele v Essexu a setkal se s jeho zakladatelem, otcem Sofronijem. Z pověření metropolity Doroteje zastupoval československou pravoslavnou církev na mnoha zahraničních konferencích, seminářích a v komisích, včetně komisí směřujících ke sblížení pravoslavné a luteránských církví (v Řecku) a pravoslavné a orientálních církví (1990 v Ženevě).
Dne 17. dubna 1988 mu metropolita Dorotej a vladyka Nikolaj udělili archijerejskou chirotonii, čímž se Kryštof stal biskupem olomoucko-brněnským, v této funkci působil 12 let. Byl též členem Posvátného synodu a Metropolitní rady Pravoslavné církve v českých zemích.
V roce 1991 ve Vilémově u Litovle založil první český ženský pravoslavný klášter na památku působení svatých Cyrila a Metoděje a podle vzoru misijního střediska svaté Lýdie v Řecku, které předchozího roku navštívil.
Roku 2001 založil romskou duchovní misi v Rokycanech.
Dne 2. května 2006, po skonu prešovského arcibiskupa vladyky Nikolaje, byl zvolen metropolitou českých zemí a Slovenska (pro tuto funkci je zvolen vždy jeden ze dvou arcibiskupů, pražský nebo prešovský). Funkce se ujal 28. května 2006.
Na návštěvě v Moskvě roku 2007 zdůraznil, že Rusko by nemělo být ztotožňováno se Sovětským svazem, protože mnoho pravoslavných lidí se stalo mučedníky. Přitom prohlásil: „Pro nás Rusko je Svatá Rus, a to není historie, tak je to dnes a bude zítra. Právě takový obraz Ruska je nám drahý.“

## Pedagogická a publikační činnost

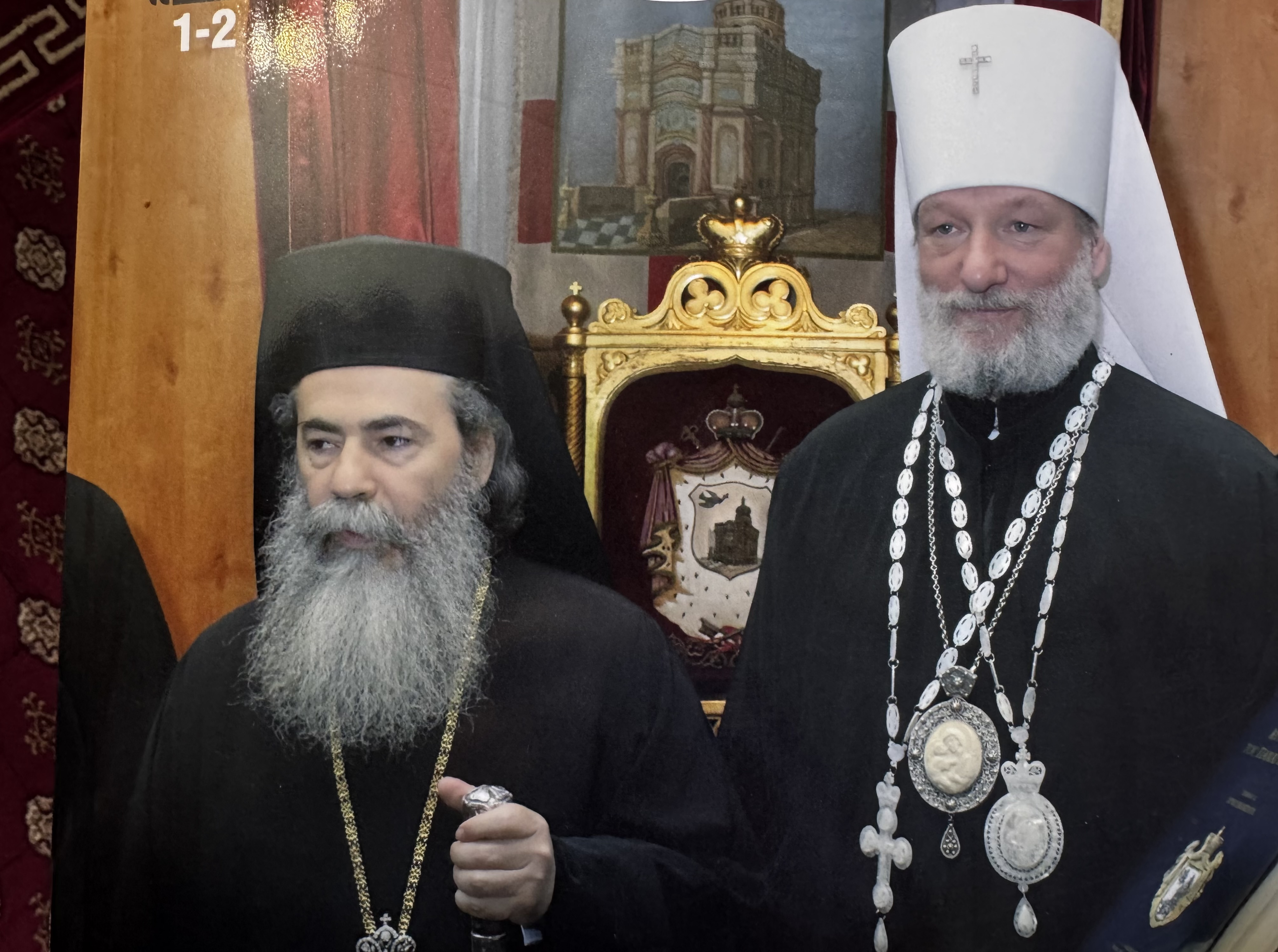
Patriarcha Theofilos III. a metropolita Kryštof

Od roku 1990 přednáší na Pravoslavné bohoslovecké teologické fakultě Přešovské univerzity, později přednášel také na jejím detašovaném pracovišti v Olomouci a na Filosofické fakultě Masarykovy univerzity v Brně. Kromě pastrorační, misijní a pedagogické činnosti se věnuje vědecké a publikační práci. Svědectvím toho jsou monografie, skripta a učebnice – např. Úvod a přehledné dějiny byzantského státu – Byzantologie I. (1995), monografie In Guru's Light (1998), Pravoslavný svět (2000), který vyšel v ruském doplněném překladu v roce 2007, monografie Sv. Nektarios Eginský, metropolita Pentapolský (2005), Pravoslavná Praha (2011), vydaná ve 4 jazycích (češtině, angličtině, ruštině a řečtině) a vyznamenaná první cenou jako nejlepší informační publikace Pravoslavné církve v roce 2011, Otec Porfyrios (2012) (upravené vydání této knihy vyšlo v roce 2014 pod názvem Svatý proti své vůli) a další. V roce 2013 byla na půdě Pravoslavné bohoslovecké fakulty Prešovské univerzity vydána publikace Cesty Boží (Sborník prací věroučných, biblických a historických k 25. výročí archijerejské služby a k 60. narozeninám vladyky Kryštofa).
Vladyka Kryštof je členem výkonného výboru Pravoslavné akademie Vilémov.
Dne 2. června 2015 jej slovenský prezident Andrej Kiska jmenoval univerzitním profesorem.
V roce 2022 nově přeložil biblickou knihu žalmů a uspořádal jí do modlitební knihy s názvem Český pravoslavný žaltář, přičemž je zachováno tradiční členění žalmů do dvaceti tzv. kathisem, umožňujících se pomodlit všech 150 žalmů v průběhu jednoho týdne. Každý žalm je navíc uvozen myšlenkou ctih. Pajsije Svatohorce a doporučením, v jaké životní situaci se který žalm lze modlit. Vydání žaltáře zaštítil další český pravoslavný biskup, vladyka Izaiáš (Slaninka).

## Podnikatelská činnost
Radim Pulec (vladyka Kryštof) byl jednatelem společnosti s ručením omezeným IKONOSTAS, která se zabývala správou majetku pravoslavné církve. Posléze byl také jejím prvním likvidátorem.

## Kauza StB
Radim Pulec byl Státní bezpečností evidován jako její agent pod krycím jménem Dalimil (ev. č. 7674) a jako důvěrník pod krycím jménem Radim (ev. č. 7674). Rozsudkem Městského soudu v Praze ze dne 12. 6. 1997 pak bylo potvrzeno, že Radim Pulec (arcibiskup Kryštof) byl neoprávněně evidován jako osoba uvedená v seznamech StB a byl evidován bez svého souhlasu a vědomí. Nezanedbatelný vliv na to mělo svědectví důstojníka StB Zdeňka Dragouna, který svědčil ve prospěch Radima Pulce a posléze se roky pohyboval a pohybuje po jeho boku.

## Rezignace
Dne 2. dubna 2013 přinesla TV Nova informace o tom, že arcibiskup Kryštof čelí církevní žalobě za svůj sexuální život. Podle žaloby má mít několik milenek a údajně je otcem více dětí, přestože mu to zakazuje mnišský slib. „Mám dvě děti, dceru Kateřinu a Zuzanu, ale to bylo ještě předtím, než jsem složil slib mnišství," uvedl arcibiskup Kryštof. Další podezření odmítl a uvedl, že připravuje právní kroky k očištění jména. Dne 12. dubna 2013 na svou funkci rezignoval, zejména z důvodu zachování jednoty pravoslavné církve. Dne 17. dubna 2013 žalobkyně svou stížnost na arcibiskupa Kryštofa stáhla s tím, že si poměr s ním vymyslela. Navzdory tomu arcibiskup Kryštof do svého úřadu navrácen nebyl. Nestalo se tak ani poté, co více než tři tisíce věřících podepsalo petici za návrat metropolity Kryštofa do svého úřadu. Podle kritiků současného stavu v církvi byl odchod Kryštofa řízený skupinou českých kněží podporovaných Moskevským patriarchátem Ruské pravoslavné církve. Údajně je arcibiskup Kryštof obětí Církevní restituce v Česku. Skandalizace bývalého pražského arcibiskupa byla podle důvěrných zdrojů redakce novin Parlamentní listy připravena za účelem získat kontrolu nad 1, 2 miliardami korun z restitucí.
Synod pravoslavné církve, který zasedal dne 14. května 2013, vyslechl další svědectví proti bývalému metropolitovi. Pravoslavní biskupové pak uvedli, že jeho rezignace „byla na místě". Synod také zamítl možnost, aby se emeritní metropolita ucházel o úřad biskupa v kterékoli eparchii Pravoslavné církve v českých zemích a na Slovensku. Arcibiskup Kryštof obvinění nadále odmítá a je ochoten podstoupit rodičovské testy DNA. Testy nepodstoupil a od soudního sporu upustil s ohledem na stažení obvinění a omluvu aktérů.  
Vladyka Kryštof v současné době[kdy?] žije v monastýru v Těšově v západních Čechách, kde působí jako duchovní. Řízením české části pravoslavné církve byl po jeho rezignaci pověřen olomoucko-brněnský arcibiskup Simeon a později byl zvolen nový arcibiskup pražský a českých zemí Michal (Dandár), který mu 22. srpna 2016 zakázal výkon kněžských a biskupských služeb z důvodu dlouhodobého porušování mnišských závazků. O případ se začala zajímat média a jeho starý problém s obviněním ze styků se ženami se rozrostl o podezření z napojení na politické zájmy ruských komunistů na území ČR. 8. října téhož roku ale posvátný synod vladykou Michalem uložený zákaz zrušil a vladyka Kryštof tak může i nadále sloužit svaté liturgie v těšovském monastýru.